# Balneario Los Ángeles
Balneario Los Ángeles es una localidad turística argentina, 30 km al sudoeste de Necochea por camino de tierra mejorado, en la costa del Mar Argentino, de la provincia de Buenos Aires. Depende de la ciudad cabecera del partido de Necochea.
Esta localidad turística tiene 90 viviendas, 4 habitadas de forma permanente. La localidad brinda proveeduría, puesto policial, servicio telefónico y la Escuela N.º 29 «Antártida Argentina». Amplísimas playas de arenas gruesas, acantilados y rocas hacia el mar. Lugar muy propicio para la práctica de deportes acuáticos, travesías 4 × 4, la pesca de pescadillas, gatuzos, cazones, chuchos y pejerreyes, entre otras especies.

## Descripción
En los últimos años se ha incrementado la visita de turistas de todo el país. Sus médanos verdes constituyen el lugar propicio para la ubicación de casillas y carpas. También se puede encontrar la oferta de casas para alquiler temporario, tanto frente al mar como dentro del balneario. A fines de 2017, la localidad no cuenta con señal de telefonía móvil de la empresa Claro.

## Sitios de interés

### Yacimientos de Pueblos originarios
En lugares dunosos, conservan elementos pertenecientes a primitivos pobladores indígenas.

### Cueva del Tigre
Playa rodeada de acantilados, unidos con una plataforma rocosa, introduciéndose en el mar hasta 200 m desde la costa. Muy bueno para pescar. Se puede acampar con proveeduría para adquirir los alimentos esenciales. Las playas comienzan a ensancharse aún más y su declive es suave, 6 km antes de arribar al Balneario Los Ángeles, el último lugar por donde se puede acceder desde el camino, de ahí en más solo vehículos 4 × 4 posibilitan el tránsito. La cueva del Tigre, un lugar de leyendas, acantilados altos, formaciones rocosas sobre el mar y canto rodado, otro paraíso de pescadores, la arena sobre el acantilado es de muy difícil paso, los vehículos deben esforzarse para no quedar varados, al frente aparece imponente la Cordillera Aurífera.

### Duna de las Barrancas
A 7 km del Balneario, se inicia la mencionada cordillera de dunas que, de este a oeste por 3 km alberga a la mayor de las dunas de la costa atlántica argentina: Médano Blanco que, con sus 100 m s. n. m. (metros sobre el nivel del mar), es un mirador natural que permite en un giro de 360° ver la inmensidad del Mar Argentino, con sus colores variados, los verdes sembradíos del este de la Pampa Húmeda circundada por montes de pinos y la aridez inconmensurable de la acumulación de arena que constituye la mencionada Cordillera aurífera. El reflejo del sol sobre la misma le da ese color oro que originó su nombre cuando la expedición de Magallanes pasó por las costas en 1520. los valles tras las Dunas permiten conectarse con la costa distante, a más de 2 km a través de otros valles de diferentes alturas que también dan la posibilidad de un recorrido “bajo” y de menor exigencia. A espaldas de esta cordillera y en dirección sur, la Duna del anfiteatro, nombre derivado de su formación semicircular de 200 m, se presenta como un paisaje muy extraño y particular.

### Santuario de la Virgen de Luján
Sólo se accede con supervisión local, se debe atravesar los profundos valles detrás de las dunas.

### Lagunas de agua dulce
Albergan nutrias, patos y todo tipo de fauna.